# Jonas (métropolite de Moscou)
Pour les articles homonymes, voir Jonas (homonymie).
Jonas de Kiev (1390 - 31 mars 1461) fut métropolite de Moscou et de toute la Russie de 1448 à 1461.
Il est commémoré le 31 mars selon le Martyrologe romain.